# 里中哲彦
里中 哲彦（さとなか てつひこ、1959年 - ）は、日本の著述家、コラムニスト、翻訳家。
河合塾英語科専任講師。河合文化教育研究所研究員(「現代史研究会」主宰）。早稲田大学、朝日カルチャーセンターでも講師をつとめる。
英作文の授業を得意とし、数多くのネイティヴ・スピーカーとともに教えている。

## 人物
静岡県生まれ。早稲田大学政治経済学部中退。
大学受験参考書のほか、一般社会人向けの英語本、翻訳書、社会評論、音楽評論、さらに自身の趣味である時代小説に関する著作などもあり、活動は多岐に渡っており、サテライト（衛星放送）や河合塾マナビス（映像授業）でも講義も行っている。
2008年より、東京新聞で毎週火曜日「英語の質問箱」を連載中。また、「池波正太郎」（朝日新聞出版･全30冊）では毎号コラムを担当している。

## 著書

### 大学受験参考書
- 『英会話問題の徹底演習』（河合出版） 1989　ISBN 4879994995
- 『テスト形式で覚える英会話』（河合出版） 1990　ISBN 4879990302
- 『私大英語 内容一致問題の完成』（河合出版） 1991　ISBN 4879990655
- 『大学入試 英文法で大切なこと』（研究社） 1994　ISBN 4327763748 、新版 1997 ISBN 4327764167
- 『入試英語 口語表現で大切なこと』（研究社） 1996　ISBN 4327764019
- 『基礎からの英作文パーフェクト演習』（桐原書店） 1996　ISBN 4342775905
- 『里中のみんなの英文読解』（情況出版） 1996　ISBN 4915252833
- 『英語サテライト講義の実況中継（文法篇）』（語学春秋社） 1997　ISBN 4875685076
- 『入試英語 Q's ＆ A's - 入試英語資料集』（学習研究社） 1998　ISBN 9784053006394
- 『里中＆江沢の完全攻略 センター英語』（情況出版） 1998　ISBN 9784915252860 / 同 2000年版 1999　ISBN 9784915252891
- 『ベイシック英語構文150』（論創社） 1999　ISBN 9784846002152
- 『大学が出したがる入試英文』（河合出版） 2001　ISBN 9784877257750
- 『大学受験 SUPER ASSIST 英文読解 - 構文と語彙で読解をきわめる』（桐原書店） 2006　ISBN 9784342742903
- 『英会話問題の徹底演習』（桐原書店） 2008　ISBN 9784342788543
- 『里中哲彦のセンター試験英語リスニングいっき集中攻略法』（中経出版） 2009　ISBN 9784806135043
- 『英文解釈のキー構文101: CDつき』（学研教育出版） 2013　ISBN 9784053039477
- 『入試によく出る 「英会話・口語表現」の徹底トレーニング』（ラピュータ） 2016　ISBN 9784905055402
- 『「英会話・口語表現の徹底トレーニング』（プレイス） 2019　ISBN 978903738420C7082
- 『英単語   最前線2500』（研究社）2023
- 『英熟語　最前線1515』(研究社）2024

### 一般書
- 『たたかう英文法 - 誰も言わないからオレたちが言う!』（洋泉社） 1996　ISBN 4896912276
- 『鬼平犯科帳の真髄』（現代書館） 1998　ISBN 4768467407 / 文春文庫 2002　ISBN 4167656256
- 『英語の迷言・放言・大暴言』（丸善ライブラリー） 2000　ISBN 4621053205
- 『英会話どうする?』（現代書館） 2003　ISBN 4768468608
- 『鬼平犯科帳の人生論』（文春文庫） 2004　ISBN 4167679175
- 『まともな男になりたい』（筑摩書房、ちくま新書） 2006　ISBN 4480062947
- 『英語の質問箱』（中央公論新社、中公新書） 2010　ISBN 978-4121020864
- 『激論! 英文法 - 英語教師に読んでほしい10の話』（プレイス） 2012　ISBN 4903738302
- 『英文法の魅力 - 日本人の知っておきたい105のコツ』（中央公論新社） 2012　ISBN 4121021657
- 『スペンサーという者だ - ロバート・B・パーカー研究読本』（論創社） 2012　ISBN 4846011968
- 『英文法の楽園 - 日本人の知らない105の秘密』（中央公論新社） 2013　ISBN 9784121022318
- 『黙って働き 笑って納税』（現代書館） 2013　ISBN 9784768457139
- 『秘密』（解説、池波正太郎著、文春文庫） 2013
- 『文藝別冊 池波正太郎』（エッセイ「鬼平犯科帳を読む」、河出書房新社） 2013　ISBN 9784309977874
- 『実録 テレビ時代劇史』（解説、能村庸一著、ちくま文庫） 2014　ISBN　9784480431257
- 『ビートルズの真実』（中公文庫） 2014　ISBN 9784122060562
- 『ビートルズを聴こう』（中公文庫） 2015　ISBN 9784122061118
- 『VS英文法』（キャサリン・A・クラフト, 森田晶子、学研） 2016　ISBN　9784053040855
- 『鬼平犯科帳を極める ザ・ファイナル』（扶桑社） 2016　ISBN　978459611200
- 『はじめてのアメリカ音楽史』（ちくま新書） 2018　ISBN 9784480071934
- 『ビートルズが伝えたかったこと』（秀和システム） 2019　ISBN 9784798050850
- 『日本人のための英語学習法』（ちくま新書） 2019　ISBN 9784480072696
- 『教養として学んでおきたいビートルズ』（マイナビ新書） 2020　ISBN 9784839972660
- 『アフォリズムの底力』(プレイス） 2020　ISBN 9784903738451
- 『英語ミステイクの底力』（プレイス） 2021
- 『そもそも英語ってなに?』（現代書館） 2021
- 『ずばり池波正太郎』（文春文庫） 2023
- 『池波正太郎 粋な言葉』（夕日書房） 2023
- 『おれの足音』（解説、池波正太郎著、文春文庫）2024

## 翻訳
- 『名言なんか蹴っとばせ』（ジョナソン・グリーン、現代書館） 2001　ISBN 4768468039
- 『1日1分半の英語ジョーク』（宝島社） 2004　ISBN 4796642757
- 『ねこの処方箋』（ミネット・ヴァレンタイン、長崎出版） 2007　ISBN 978-4860952341
- 『ねこ式人生のレシピ』（ミネット・ヴァレンタイン、長崎出版） 2009　ISBN 978-4860953119
- 『〔新訂〕子どもは…… 篠木眞 写真集』（篠木眞、現代書館） 2012　ISBN 978-4768476581
- 『野良猫式シアワセのレッスン』（ラピュータ） 2016　ISBN　978-4905055372

### キャサリン・A・クラフト
- 『こまったカタカナ英語』（キャサリン・クラフト、中公文庫） 2013　ISBN 978-4122058736
- 『先生、その英語は使いません!』（キャサリン・クラフト、DHC） 2016　ISBN 978-4887245747
- 『日本人の9割が間違える英語表現100』（キャサリン・A・クラフト、ちくま新書） 2017　ISBN 9784480069375
- 『その英語、ちょっとカタすぎます!』（キャサリン・A・クラフト、DHC） 2017　ISBN 9784887245938
- 『世界と話そう! おもてなし英語』(キャサリン・A・クラフト、三笠書房王様文庫） 2017　ISBN 978-4837968412
- 『日本人9割が間違える英語表現100』（キャサリン・A・クラフト、ちくま新書） 2017　ISBN 978-4480069375
- 『日本人の9割が知らない英語の常識181』（キャサリン・A・クラフト、ちくま新書） 2018　ISBN 978-448007133-0
- 『英語が上手になりたければ恋愛するに限る』 (キャサリン・A・クラフト、幻冬舎新書） 2018　ISBN 9784344985285
- 『朝から晩までつぶやく英語』（キャサリン・A・クラフト、ちくま新書） 2021
- 『日本人が言えそうで言えない英語表現650』（キャサリン・A・クラフト、青春新書） 2022
- 『日本人が思いつかない3語で言える英語表現186』（キャサリン・A・クラフト、SB新書） 2023
- 『そのまま仕事で使える英語表現189』(キャサリン・A・クラフト、ちくま新書） 2023
- 『ネイティブにスッと伝わる英語表現の言い換え700』（キャサリン・A・クラフト、青春新書） 2023
- 『簡単なのに日本人には出てこない英語フレーズ600』（キャサリン・A・クラフト、青春新書） 2024